# George William Anderson (gouverneur)
George William Anderson, (né en 1791 - mort le 12 mars 1857), est le 10e gouverneur du Ceylan britannique, Gouverneur de Bombay pendant la Présidence de Bombay et 7e Gouverneur de l'île Maurice britannique.

## Biographie
Anderson entra au service civil de Bombay en 1806. Il fut chargé d'élaborer le Code civil de Bombay en 1827 et fut juge dans les tribunaux de Sadr Diwani et de Sadr Faujdari. 
En 1838, il fut nommé à la Commission du droit des Indiens et, de 1843 à 1846, il fut président de la section de Bombay de la Royal Asiatic Society. Il a été fait chevalier en 1849.

### Gouverneur de l'île Maurice britannique
Il fut le 7ème gouverneur de Maurice du 8 juin 1849 au 19 octobre 1850.

### Gouverneur du Ceylan britannique
Lorsqu'il fut nommé gouverneur de Ceylan, il arrive juste à la suite de la sévère répression du soulèvement civil de 1848 par le précédent gouverneur le Vicomte Torrington . 
Il a démissionné en 1855.